# 686-й ночной бомбардировочный авиационный полк
686-й ночной бомбардировочный авиационный полк — авиационная воинская часть ВВС РККА бомбардировочной авиации в Великой Отечественной войне.

## Наименование полка
За весь период своего существования полк своего наименования не менял:
- 686-й ночной бомбардировочный авиационный полк[1];
- 686-й штурмовой авиационный полк[2][1];
- 686-й штурмовой авиационный Севастопольский полк[2];
- 686-й истребительно-бомбардировочный авиационный полк[2].

## История и боевой путь полка
Полк формировался осенью 1941 года, с 21 октября по 10 ноября 1941 года в Челябинске на базе Челябинской школы стрелков-бомбардиров по штату 015/185 на самолётах Р-5 ССС. 15 ноября 1941 года вошёл в состав ВВС 49-й армии Западного фронта. Базировался на аэродроме близ Лопасни. В ходе контрнаступления под Москвой поддерживал наступление наземных войск на калужском направлении. Всего на Западном фронте полк выполнил 55 дневных и 378 ночных боевых вылетов, потеряв 3 летчика и 6 самолётов.
В мае 1942 года полк выведен в тыл на переформирование в 12-й запасной авиаполк 1-й запасной авиаибригады в Чапаевск, где 15 мая 1942 года переформирован в 686-й штурмовой авиационный полк.
В составе действующей армии полк находился с 15 ноября 1941 года по 6 марта 1942 года.

## Командиры
- Подполковник В. И. Кулаков-Павлов.
- Майор П. Д. Бондаренко[4].

## Комиссар полка
- батальонный комиссар Васильев Константин Григорьевич

## В составе соединений и объединений
| Дата          | Фронт (округ)             | Армия                          | Корпус                           | Дивизия                                | Примечания |
| ------------- | ------------------------- | ------------------------------ | -------------------------------- | -------------------------------------- | ---------- |
| 21.10.1941 г. | Уральский военный округ   | ВВС Уральского военного округа |                                  | Челябинская школа стрелков-бомбардиров |            |
| 11.11.1941 г. | Западный фронт            | ВВС Западного фронта           |                                  | 31-я смешанная авиационная дивизия     |            |
| 28.11.1941 г. | Западный фронт            | 49-я армия                     |                                  | ВВС 49-й армии                         |            |
| 06.03.1942 г. | Приволжский военный округ | ВВС округа                     | 1-я запасная авиационная бригада | 12-я запасной авиационный полк         |            |

### Участие в операциях и битвах
- Битва за Москву:
  - Тульская оборонительная операция — с 6 по 16 декабря 1941 года.
  - Калужская операция — с 17 декабря 1941 года по 5 января 1942 года.
- Ржевская битва:
  - Ржевско-Вяземская операция — с 8 января по 6 марта 1942 года.

## Отличившиеся воины
- Иваненко Василий Фёдорович, лейтенант, пилот 1-й эскадрильи. Приказ Военного Совета Западного фронта №021 от 06.01.1942 г. Приказ Военного Совета Западного фронта №0182 от 16.02.1942 г.
- Кочетков, Николай Павлович, младший лейтенант/лейтенант, командир звена 2-й эскадрильи. Приказ Военного Совета Западного фронта №021 от 06.01.1942 г. Приказ Военного Совета Западного фронта №0182 от 16.02.1942 г.
- Муравей Василий Давыдович, старший сержант, стрелок-бомбардир 2-й эскадрильи. Приказ Военного Совета Западного фронта №021 от 06.01.1942 г. Приказ Военного Совета Западного фронта №0182 от 16.02.1942 г.
- Петраков Алексей Сергеевич, младший лейтенант/лейтенант, лётчик 2-й эскадрильи. Приказ Военного Совета Западного фронта №021 от 06.01.1942 г. Приказ Военного Совета Западного фронта №0182 от 16.02.1942 г.
- Василишин Фёдор Петрович, старший лейтенант, штурман звена 1-й эскадрильи/начальник связи эскадрильи. Приказ Военного Совета Западного фронта №021 от 06.01.1942 г. Приказ Военного Совета Западного фронта №413 от 11.04.1942 г.

- Городецкий Константин Зиновьевич, младший лейтенант, стрелок-бомбардир 2-й эскадрильи. Приказ Военного Совета Западного фронта №021 от 06.01.1942 г.
- Косульников Анатолий Дмитриевич, младший лейтенант, пилот. Приказ Военного Совета Западного фронта №0182 от 16.02.1942 г.
- Кулагин Михаил Иванович, сержант, стрелок-бомбардир 1-й эскадрильи. Приказ Военного Совета Западного фронта №021 от 06.01.1942 г.
- Курилов Сергей Васильевич, младший лейтенант, командир звена. Приказ Военного Совета Западного фронта №0182 от 16.02.1942 г.
- Павлючков Фёдор Яковлевич, старший лейтенант, командир 2-й эскадрильи. Приказ Военного Совета Западного фронта №021 от 06.01.1942 г.
- Папонин Илья Григорьевич, младший лейтенант, пилот 2-й эскадрильи. Приказ Военного Совета Западного фронта №021 от 06.01.1942 г.
- Проценко Владимир Терентьевич, лейтенант, пилот. Приказ Военного Совета Западного фронта №0182 от 16.02.1942 г.
- Резниченко Александр Петрович, старший лейтенант, заместитель командира эскадрильи. Приказ Военного Совета Западного фронта №0182 от 16.02.1942 г.
- Савдогаров Евгений Иванович, лейтенант, командир звена. Приказ Военного Совета Западного фронта №0182 от 16.02.1942 г.
- Савкин Павел Парфирьевич, старший лейтенант, командир звена. Приказ Военного Совета Западного фронта №0182 от 16.02.1942 г.
- Федяков, Иван Лаврентьевич, старший сержант, пилот 1-й эскадрильи. Приказ Военного Совета Западного фронта №021 от 06.01.1942 г.
- Фурсов Василий Петрович, старший сержант, пилот 1-й эскадрильи. Приказ Военного Совета Западного фронта №021 от 06.01.1942 г.
- Цветков Александр Петрович, сержант, кштурман звена. Приказ Военного Совета Западного фронта №0182 от 16.02.1942 г.
- Чумаков Георгий Васильевич, капитан, флагштурман 2-й эскадрильи. Приказ Военного Совета Западного фронта №021 от 06.01.1942 г.